# Гаврони (Ленчицький повіт)
Гаврони (пол. Gawrony) — село в Польщі, у гміні Ленчиця Ленчицького повіту Лодзинського воєводства.
Населення — 414 осіб (2011).
У 1975-1998 роках село належало до Плоцького воєводства.

## Демографія
Демографічна структура станом на 31 березня 2011 року:
|          | Загалом | Допрацездатний вік | Працездатний вік | Постпрацездатний вік |
| -------- | ------- | ------------------ | ---------------- | -------------------- |
| Чоловіки | 202     | 30                 | 144              | 28                   |
| Жінки    | 212     | 36                 | 112              | 64                   |
| Разом    | 414     | 66                 | 256              | 92                   |